# Chevrón (heráldica)
Un chevrón, también llamado cabrio, cheurón, chevron, o chebrón, es un símbolo usado en heráldica y que tiene la forma de un compás abierto. Habitualmente el vértice superior de este compás suele situarse en el centro del escudo, aunque en ciertas disposiciones se desplaza hasta su borde superior. Sus patas se apoyan en los vértices inferiores del rectángulo en que el escudo se inscribe. Su significado era el de protección o de inspiradores de aquellos que hacen grandes obras por la fe.

Chevrón con su ápice coincidiendo con la parte superior del punto de honor.

Esta figura se concede en armería a los que salen heridos en las piernas y muchos la tienen por símbolo de protección y conservación o jeroglífico de constancia y de firmeza, por la representación que tiene del cubrimiento de un edificio, al cual resguarda de las injurias del tiempo.
Actualmente, ya sea en su representación original o invertida, es un símbolo muy utilizado para la distinción de rangos militares.